# Neomymar isacaelestum
Neomymar isacaelestum is een vliesvleugelig insect uit de familie Mymaridae. De wetenschappelijke naam is voor het eerst geldig gepubliceerd in 2006 door Triapitsyn, Berezovskiy & Huber.